# Zenon Hanas

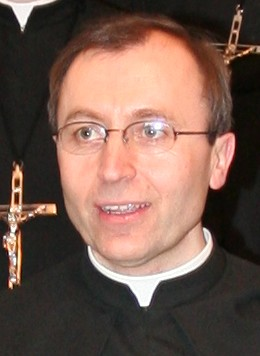
Zenon Hanas 2007

Zenon Hanas SAC (* 16. Juni 1963 in Legionowo) ist ein polnischer Pallottiner.

## Leben
Hanas wurde am 6. Mai 1989 in Ołtarzew von Józef Glemp zum Priester geweiht. 
Er studierte Theologie in Ołtarzew und der Katholischen Universität Lublin Johannes Paul II. Im Anschluss absolvierte er ein Philosophiestudium an der Hochschule für Philosophie München und provierte in Kommunikationswissenschaften. In den Jahren 1996–1999 war er Chefredakteur des Apostolicum-Verlags in Ząbki und im Anschluss bis 2004 Vizeprovinzial der polnischen Pallottinerprovinz Christus König. Er lehrte an der Kardinal-Stefan-Wyszyński-Universität in Warschau und am Priesterseminar in Ołtarzew. 
2011 wurde er Vize-General der Pallottiner und wirkte in Rom. 2017 wurde er Provinzial der Warschauer Pallottinerprovinz und am 1. Oktober 2022 wählten die Delegierten ihn zum Generalrektor der Pallottiner.